# Franco Angrisano
Franco Angrisano, né le 10 mai 1926 à Potenza et mort le 20 septembre 1996 à Salerne, est un acteur italien.

## Filmographie
- 1971 : Au nom du peuple italien de Dino Risi
- 1972 : Avanti! de Billy Wilder
- 1973 : Mon nom est Personne de Tonino Valerii et Sergio Leone
- 1973 : Un flic hors-la-loi de Steno
- 1973 : Le Conseiller (Il consigliori) d'Alberto De Martino
- 1973 : Poussière d'étoiles (Polvere di stelle)
- 1975 : Deux Grandes Gueules de Sergio Corbucci
- 1975 : En 2000, il conviendra de bien faire l'amour de Pasquale Festa Campanile
- 1979 : Napoli... la camorra sfida, la città risponde, de Alfonso Brescia
- 1984 : Benvenuta, de André Delvaux
- 1985 : Macaroni, de Ettore Scola
- 1989 : Cavalli si nasce de Sergio Staino
- 1989 : Vanille Fraise, de Gérard Oury
- 1990 : L'avaro, de Tonino Cervi
- 1992 : Once Upon a Crime..., de Eugene Levy
- 1995 : Il verificatore (it), de Stefano Incerti